# Charles de Vendeville
Charles de Vendeville (auch Devendeville; * 8. März 1882 in Lesquin, Département Nord, Frankreich; † 19. September 1914 in Reims, Département Marne) war ein französischer Wasserballspieler und Schwimmer.
Er nahm an den Olympischen Sommerspielen 1900 in Paris, der Hauptstadt seines Heimatlandes, teil. Dort verlor er mit der französischen Wasserballmannschaft Tritons Lilloise im Viertelfinale 12:0 gegen den späteren Olympiasieger, den britischen Osborne Swimming Club, und schied somit aus.
Im Unterwasserschwimmen jedoch vermochte er am 12. August 60 Meter zurückzulegen und dabei gleichzeitig 68,4 Sekunden unter Wasser zu bleiben. In der Kombination erhielt er dadurch 188,4 Punkte, welche ihm den ersten Rang und damit die Goldmedaille (bzw. da es diese noch nicht gab die Silbermedaille) einbrachten.
Charles de Vendeville starb zu Beginn des Ersten Weltkrieges an der Westfront.